# Okręg wyborczy Paisley and Renfrewshire South
Okręg wyborczy Paislay and Renfrewshire South powstał w 2005 r. na bazie dawnego okręgu Paisley South powiększonego o fragmenty okręgów Paisley North i Renfrewshire West.

## Deputowani do brytyjskiej Izby Gmin z okręgu Paisley and Renfrewshire South
- 2005–2015: Douglas Alexander, Partia Pracy
- 2015–2024: Mhairi Black, Szkocka Partia Narodowa
- 2024– : Johanna Baxter(inne języki), Partia Pracy